# Världsmästerskapet i padeltennis
Världsmästerskapet i padeltennis är en turnering i sporten som anordnas vartannat år från och med 1992. Tävlingen arrangeras av Internationella padeltennisförbundet (Federación Internacional de Pádel).
Argentina och Spanien har genom åren vunnit överlägset flest mästerskapstitlar i sporten.